# Zachariae
Slægten Zachariae stammer fra Schönstadt ved Langensalza og føres tilbage til sognepræst og superintendent i Gräfentonna i Sachsen-Coburg-Gotha Christoph Zachariae (1598-1669), hvis sønnesøn superintendent og sognepræst i Wangenheim Friedrich Wilhelm Zachariae (1674-1760) var fader til registrator i Gotha Georg Benjamin Zachariae (1723-17£9), der er stamfader til den nulevende tyske linje — og til holsten-gottorpsk krigskancellisekretær Georg Friedrich Zachariae (1730-1797); han var fader til organist i Nysted, krigsassessor Carl Peter Otto Zachariae (1788-1822) og til toldkontrollør, grosserer i København Georg Peter Ludvig Zachariae (1792-1870), hvis sønner var karantænelæge George James Zachariae (1818-1888) og general Georg(es) Karl Christian Zachariae (1835-1907), af hvis børn skal nævnes kontorchef i DSB, cand. jur. Rasmus Nielsen Zachariae (1869-1934) og Ella Zachariae (1874-?), der var gift med overakkuchør Christian Victor Heinrich Albeck (1869-1933). Karantænelæge Georg(es) James Zachariae var fader til fabrikant Francis James Zachariae (1852-1936) og viceadmiral Georg Hugh Robert Zachariae (1850-1937), gift med Sophie Agnete Albeck (1852-1939), datter af kontreadmiral Jacob Sophus Christian Albeck (1822-1913), og hvis sønner var direktør, civilingeniør Hugo Alfred Krupp Zachariae (1881-1946) og overlæge Paul Zachariae (1883-1966).